# Next Gen
NextGen este o companie de telecomunicații din România. A fost înființată în iulie 2008 de compania Romtelecom, în prezent Orange România. NextGen oferă servicii de internet, televiziune prin cablu și telefonie fixă în 11 orașe din România: (Giurgiu, Mangalia, Miercurea Ciuc, Mioveni, Odorheiul Secuiesc, Slobozia, Urziceni, Tecuci, Târgoviște, Târgu Jiu, Târgu Secuiesc și Tulcea) și peste 100 de localități rurale.
Compania este deținută de Romtelecom iar în august 2009 a preluat 30.000 de clienți de la compania New Com Telecomunicații.
În februarie 2010, Nextgen a preluat în întregime compania New Com Telecomunicații, care mai avea aproximativ 70.000 de clienți.